# 仰冲
仰冲（Obduction）是一種地質過程，指密度更大的洋殼在聚合性板塊邊緣處從下降的海洋板塊上被剝離，並推覆到到鄰近板块上。這鄰近的板块也可能是密度小的陸壳。仰冲不如俯衝常見，因為密度較大的大洋岩石圈通常會在較輕的大陸板塊下方俯衝。仰冲與造山帶或弧後盆地的板塊碰撞有關。
仰冲通常發生在俯衝帶，大洋壳中的基性和超基性岩石碎塊從地幔逆衝到大陸地殼上，成為蛇綠岩套。仰冲也會發生在一個小的洋殼板塊夾在兩個較大的大陸板塊之間，當兩個大陸板塊碰撞時，夾在它們之間的洋殼被擠入到相鄰的大陸板塊之間，由此產生造山運動。 大多數仰冲一般在俯衝帶上方的弧後盆地開始，在洋殼閉合或造山運動期間完成。
仰衝的例子有新喀里多尼亞和塞浦路斯特羅多斯山。